# 北海道道441号札内停车场线
北海道道441号札内停车场线（日语：北海道道441号札内停車場線）是一条位于北海道十胜综合振兴局管内中川郡幕别町的普通道级道路（北海道道）。

## 道路概况
- 起点：北海道中川郡幕別町札内中央町（JR北海道札内站）
- 終点：北海道中川郡幕別町札内中央町
- 总距离：0.3千米

## 经过的自治体
- 十勝综合振興局
  - 中川郡幕別町

## 主要连接道路
- 国道38号（终点）

## 历史
- 1962年（昭和37年）8月1日 - 路線勘定（北海道告示第1731号）